# Comtat de Toggenburg

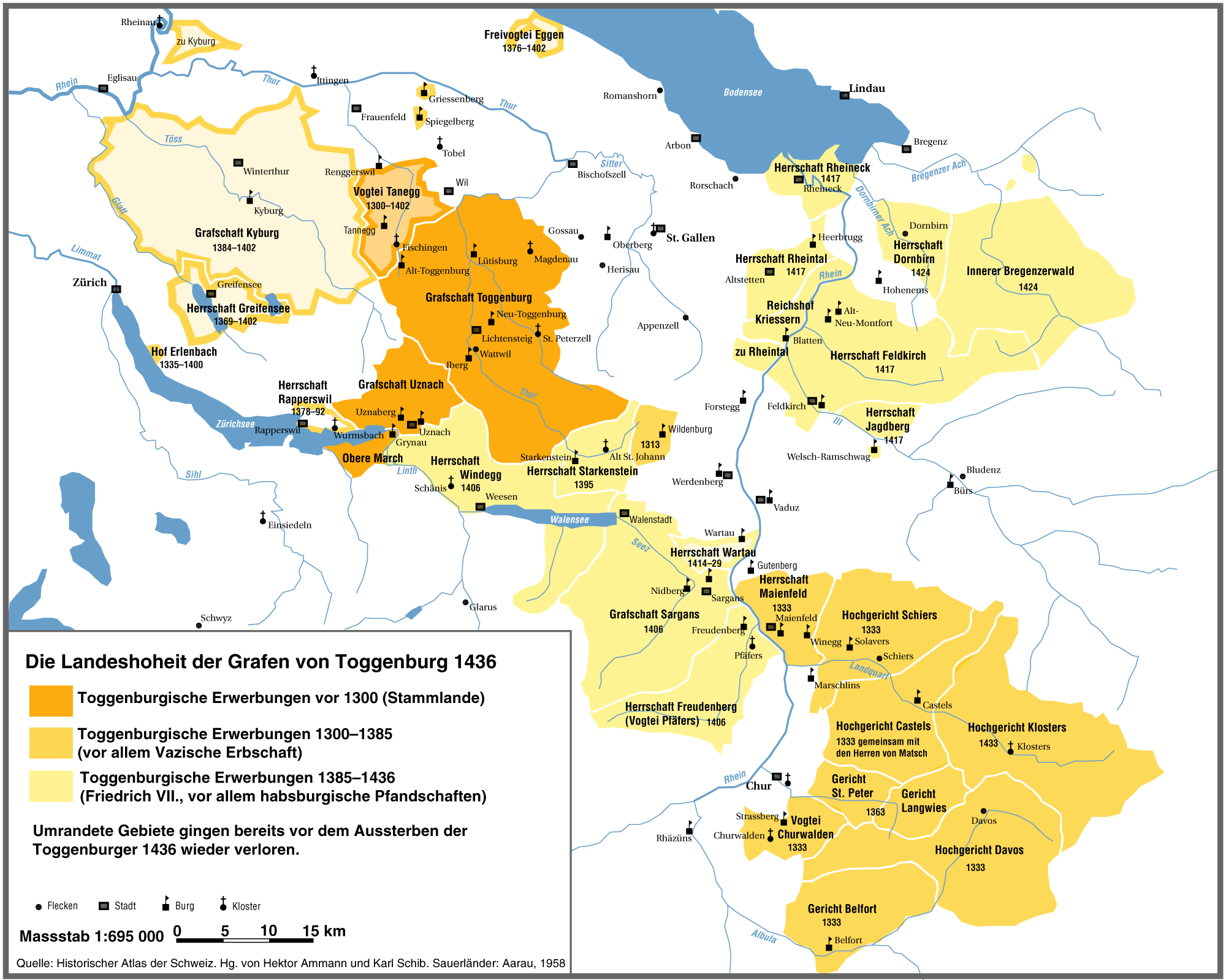
Mapa dels dominis comtals

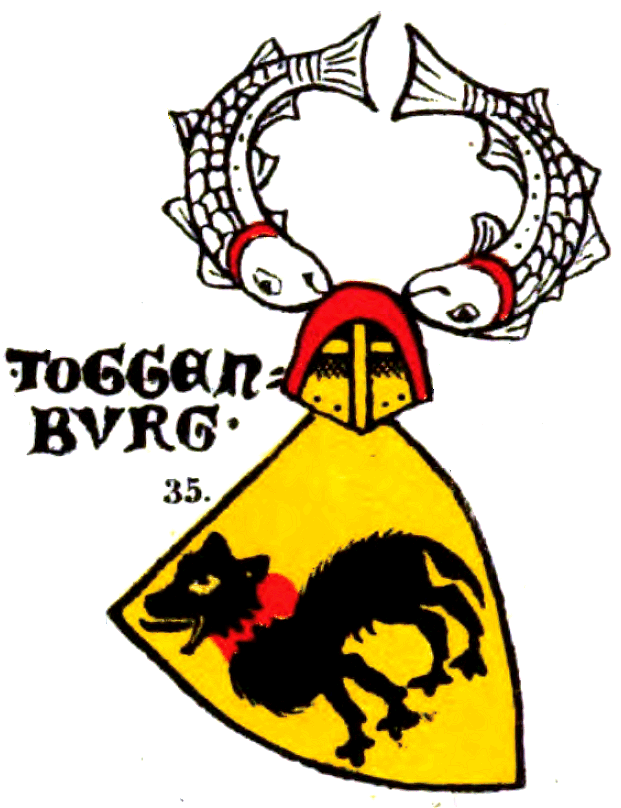
escut al segle XIV

El comtat de Toggenburg (o Toggenbourg) fou una jurisdicció feudal del Sacre Imperi Romanogermànic.
Els senyors de Toggenburg documentats ja el 1200 (Toccanburg, Tochimburc), foren comtes des de 1209. El seu origen (segles xi i xii) és dubtós; estarien emparentats a nobles de Saint Gall, de Wil, del Baix Toggenbourg, del Zurichgau i de Schaffhausen i fins i tot al sud d'Alemanya. La branca comtal tenia origen probablement al Zurichgau o al sud d'Alemanya.
El primer comte esmentat fou Diethelm (citat vers 1176?-1205/1207); un altre Diethelm (citat vers 1210-1230), no se sap quin parentiu tenia amb l'anterior, i estava probablement casat amb Guta (que podria ser membre de la casa de Rapperswil), que podria ser la mateix que Ida de Toggenburg (esmenta com Idda, Judit i Gutha) esmentada en una Vita del 1481 i esposa d'un comte Diethelm o Enric; segons la llegenda el seu marit, sospitant de la seva fidelitat, la va tirar de dalt baix de la finestra del castell però va sobreviure i es va fer monja a l'abadia de Fischingen i fou venerada com a santa des de vers 1410 o poc abans.
Aquestos dos comtes Diethelm van reclamar l'herència de diversos nobles entre els quals els Rapperswil (d'Alt-Rapperswil) i s'oposaven als senyors territorials: l'abat de Saint Gall, el bisbe de Constança i els comtes de Kyburg. Aquestos conflictes van portar a la fundació d'establiments religiosos a Bubikon, Rüti (al Zurichgau), Oberbollingen i Wurmsbach. En el conflicte amb Saint Gall el Toggenbourg van perdre Wil i els castells d'Alt-Toggenburg, Luterberg, Lütisburg i Uznaberg; fou llavors quan el comte Frederic (citat entre 1214 i 1226) fou assassinat pel seu germà Diethelm (citat entre 1210-1236/1247). Entre 1228 i 1292/1299, van perdre encara altres territoris: l'advocacia dels convents de Sankt Johann a la vall del Thur, i de Fischingen i del capítol d'Embrach. Van establir la seva nova residència a Neu-Toggenburg.
Sota el fratricida Diethelm i els seus hereus, la família va consolidar la seva posició al Baix Toggenbourg mercès a una bona política matrimonial (aliances amb les famílies comtals de (Montfort i Froburg-Homberg i senyorial de Werdenberg). El comte Kraft (citat 1228-1249/1253), fill de Diethelm, i el seu fill Frederic (citat 1260-1303/1305) van ampliar l'autonomia en relació als senyors territorials; alguns membres de la família van posar als germans petits en posicions eclesiàstiques destacades com Enric, fill de Frederic (1314-1326) que fou comandador de Bubikon, i Berchtold i Rodolf, fills de Diethelm que foren respectivament canonge a Embrach i abat de Sankt Johann. Els Toggenbourg van aprofitar que els seus dominis principals estaven en situació marginal en relació als Habsburg i van consolidar el seu domini fundant (a partir del final del segle XIII) les viles de Lichtensteig i Uznach, i van establir un impost religiós variable, establint una xarxa administrativa petita però eficaç. A partir de vers 1292 Frederic (citat 1260-1303/1305) i el seu fill també anomenat Frederic (citat 1286 a 1315) van esdevenir els principals emprenedors militars de la regió. Els fills del segon Frederic van seguir l'exemple especialment un tercer Frederic (citat 1315-1364), casat amb Cunegunda de Vaz, i Diethelm (citat 1319-1337), casat amb Adelaida de Griesenberg, el que els va donar liquiditat i es van dedicar a prestar diners adquirint en hipoteca o penyora diversos drets senyorials 
Els Toggenbourg van tenir relacions amb Zúric; Kraft (+ 1339) fou a més prebost del capítol de Grossmünster. Els mitjans financers, les habilitats militars i el prestigi regional van permetre a Frederic (1315-1364) d'obtenir avantatges decisius a la lluita per l'herència dels senyors de Vaz. També van mostrar el seu talent en la preservació de la pau i diversos membres de la família van actuar com àrbitres dels conflictes, especialment per Zuric, Àustria i els senyors de Werdenberg. El segle XIV va aportar a la nissaga un increment notable dels seus drets senyorials i es van estendre cap al sud-est adquirint l'alt Toggenbourg, i possessions al Prättigau, el Schanfigg i la regió de Maienfeld, Davos, Belfort i Churwalden, i més tard a la vora del llac de Zuric (on van adquirir la batllia d'Erlenbach, el castell de Grynau, Tuggen i Wangen, i les rendes austríaques d'Alt-Raperswil i Neu-Rapperswil, l'advocacia del convent d'Einsiedeln, el Wägital i la Marca; cap al nord van aconseguir les senyories de Spiegelberg i Tannegg i l'advocacia del convent de Fischingen. A partir de finals del segle XIV la nissaga va adquirir importants rendes habsburgeses, com Kyburg, prop de Winterthur, el 1384, Sargans, Windegg, Freundenberg i Nidberg el 1406, Feldkirch el 1417, Altstätten, Rheineck i Bregenzerwald el 1424. El comtat es va repartir el 1394 entre Donat (citat 1353-1400), fill de Diethelm, i el seu nebot Frederic VII fill de Diethelm (1353-1385). Donat va morir el 1400 i el comtat fou amenaçat de dispersió però el 1401 Frederic VII va comprar la part del seu cosí (excepte Tannegg, Lommis et Kyburg) a la filla Cunegunda (+1425). Després va adquirir més drets al Schanfigg en l'herència dels Matsch que va correspondre a la seva esposa Elisabet de Matsch com a legatària universal, però per les reclamacions d'Àustria va haver de posar-se sota protecció de Zuric i Àustria va adquirir algunes rendes que reclamava però no va renunciar a la resta de reclamacions fins al 1439. Frederic va morir el 1436 sense successió i els seus alous van passar als seus parents els senyors de Rarogne, Montfort-Tettnang, Sax-Misox, Brandis i Aarbourg. Els litigis sobre les rendes que tenia foren el pretext que va desencadenar la guerra de Zuric (1440-1446), encara que no foren la seva principal causa i que va portar a l'expulsió de Zuric de la confederació: El baró de Raron o Rarogne (a Valais) va vendre la seva part el 1468 a l'abat de Saint Gall.
Dues vegades el territori de Toggenburg va restablir la seva independència, la primera quan la reforma de Zwingle en què la vall es va declarar independent fins que es va haver de sotmetre a l'abat el 1538 a canvi de tolerància religiosa. El 1707 es va declarar altre cop independent en oposició a la construcció d'una carretera per Ricken que es considerava afavoria als catòlics; va tornar al control de l'abat el 1712.

## Llista de comtes
- Nota: els comtes governaven en indivisió (excepte quan fou repartit de 1394 a 1401) i, per tant, hi havia més d'un comte al mateix temps.
- Diethelm I († 1205/1207)
- Diethelm II († 1229)
- Frederic I († vers 1226)
- Diethelm III († 1236)
- Kraft I († 1253)
- Kraft II († 1261)
- Frederic II (1249–1283)
- Diethelm IV (1260–1282)
- Frederic III († 1303/1305)
- Frederic IV († 1315)
- Kraft III († 1339)
- Diethelm V († 1337)
- Frederic V († 1364)
- Frederic VI († 1375)
- Diethelm VI († 1385)
- Donat († 1400)
- Frederic VII († 1436)